# Kráterové jezero (Oregon)

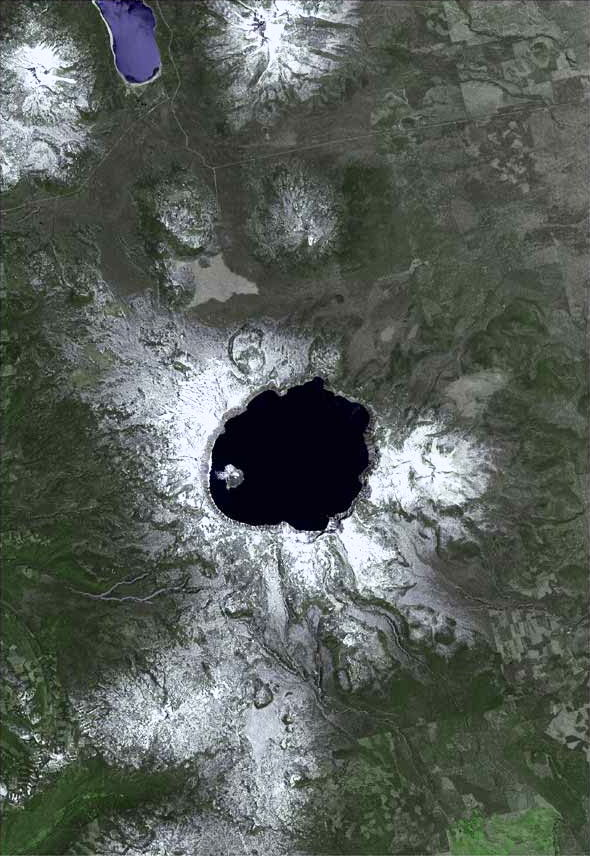
Satelitní pohled na Kráterové jezero

Kráterové jezero (anglicky Crater Lake) je jezero ve státě Oregon v USA. Nachází se v jižní části Kaskádového pohoří v kráteru vyhaslé sopky Mazama. Má rozlohu 53 km². Dosahuje maximální hloubky 594 m a to jej činí nejhlubším jezerem USA. Leží v nadmořské výšce 1 880 m. Je součástí národního parku Crater Lake National Park. V jezeře už více než sto let pluje kmen stromu ve vzpřímené poloze zvaný Old Man of the Lake, který může za krátký čas uplavat značné vzdálenosti.

## Historie
Kráterové jezero vzniklo před asi 7 700 lety v důsledku kolapsu kaldery sopky Mount Mazama. Bylo objeveno 12. června 1853 zlatokopem Hilmannem a jeho družinou, která v okolí hledala zlato. Jezero se stalo díky vytrvalosti Kanaďana W.G. Stella součástí Národního parku Crater Lake. Důkladný geologický průzkum byl proveden v roce 1938.

## Pobřeží
Příkré břehy jsou pestrobarevné a místy vysoké až 650 m. Tvoří je popel a utuhlá láva. V příhodnějších oblastech rostou stromy. Po okraji kráteru ve výšce kolem 2000 metrů vede silnice, z které lze sejít po cestě k jezeru.

## Ostrovy
Při doznívání sopečné činnosti unikaly z kráterových trhlin plyny a vznikl nový kráter, který se dnes jako ostrov zvedá z modrého jezera. Podle legendy byl nazván Wizard Island (Ostrov čarodějů). Na jezeře se nalézá ještě jeden menší ostrůvek, Phantom ship (Přízračná loď), který je pozůstatkem magmatické žíly, jež v minulosti ztuhla v trhlině na boku sopky.

## Vodní režim
Zdroj vody je dešťový a sněhový. Nemá žádný přítok ani odtok.

## Vlastnosti vody
Voda jezera je proslulá svou čistotou a jasně modrou barvou.

## Osídlení pobřeží
Jezero láká mnohé turisty svou výjimečností a malebností. Oblast jezera je součástí národního parku.

## Podnebí
Na svazích Kráterového jezera se každoročně objevuje sněhová pokrývka tak velká, že zde zůstává ležet od října do konce května. Potom přichází krátké, teplé léto.

## Příroda
V lesích, jež porůstá sopečné úbočí, žijí jelenci, losi američtí a černí medvědi baribalové.